# De Praets
De Praets is een buurtschap in de Nederlandse gemeente Arnhem, gelegen in de provincie Gelderland. Het ligt op de zuidelijke Rijnoever in het uiterwaardengebied Stadsblokken-Meinerswijk, dicht bij de Nelson Mandelabrug.

## Geschiedenis
De Praest of Prast (later verbasterd tot De Praets) wordt voor het eerst vermeld in 834 in een schenkingsakte aan de Utrechtse dom ter nagedachtenis aan de Saksische edelman Wigbert, zoon van Widukind. De buurtschap lag op een restant van een oeverwal, ongeveer op de huidige plek. Het behoorde tot 1 maart 1966 tot de gemeente Elst, maar is vanaf die datum door Arnhem geannexeerd, tezamen met de polders Malburgen en Meinerswijk, het dorp Elden en het Eldense veld.

### Veer
Bij De Praets was een veer, genoemd in een jaarrekening uit 1294 van Reinoud I van Gelre, dat het westelijke deel van de stad Arnhem verbond met de zuidelijke Rijnoever. De Grift, een historisch kanaal tussen Arnhem en Nijmegen, mondde bij De Praets uit in de Rijn. Door dit knooppunt van (water)wegen is de buurtschap sinds de achtste eeuw de enige ononderbroken bewoonde plek op de zuidelijke oever van de Rijn. Vanaf 1603 werd het veer vervangen voor de schipbrug Arnhem.

### Paasweide
Vanaf december 1894 huurde de Arnhemse voetbalclub Vitesse aan de zuidkant van de Rijn een weide als wedstrijdveld. Hier speelde Vitesse in 1895 ook de eerste internationale voetbalwedstrijd, tegen Maidstone uit Engeland. In 1895 en 1896 werd Vitesse kampioen van de Gelderse competitie; promotie volgde naar de Eerste klasse Oost die in het leven werd geroepen. In de zomer van 1896 verliet de club de Paasweide in de Praets voor het middenterrein van de wielerbaan van Klarenbeek.

### Evacuatie 1944
Op 12 juni 2010 werd op De Praets een Exodusmonument onthuld, waarmee de evacuatie van Arnhem in het najaar van 1944 wordt herdacht. Tevens is het een eerbetoon aan drie mannen die hier zijn verdronken, terwijl zij anderen hielpen om de Rijn over te steken. Twee andere Exodusmonumenten staan in Huissen. De vluchtroute over de dijken is in 2010 uitgezet als wandelroute en vormt nu de Exodusroute. Sinds 2010 wordt rond deze route ook jaarlijks de Exodus Wandeltocht gehouden.
Statistisch vormt De Praets samen met het uiterwaardengebied Stadsblokken-Meinerswijk een deel van de wijk Malburgen-West. Stadsblokken-Meinerswijk en De Praets tellen samen 49 woningen en 157 inwoners.

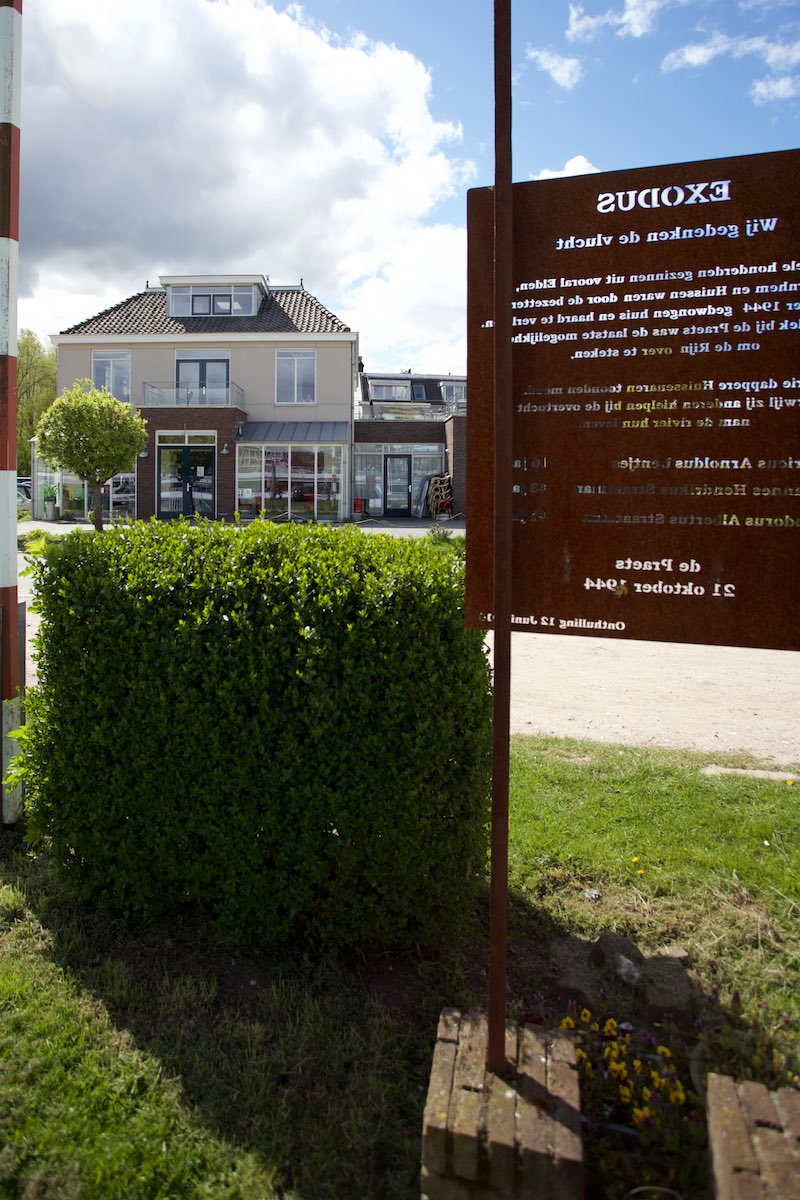
Exodus monument met 't veerhuis
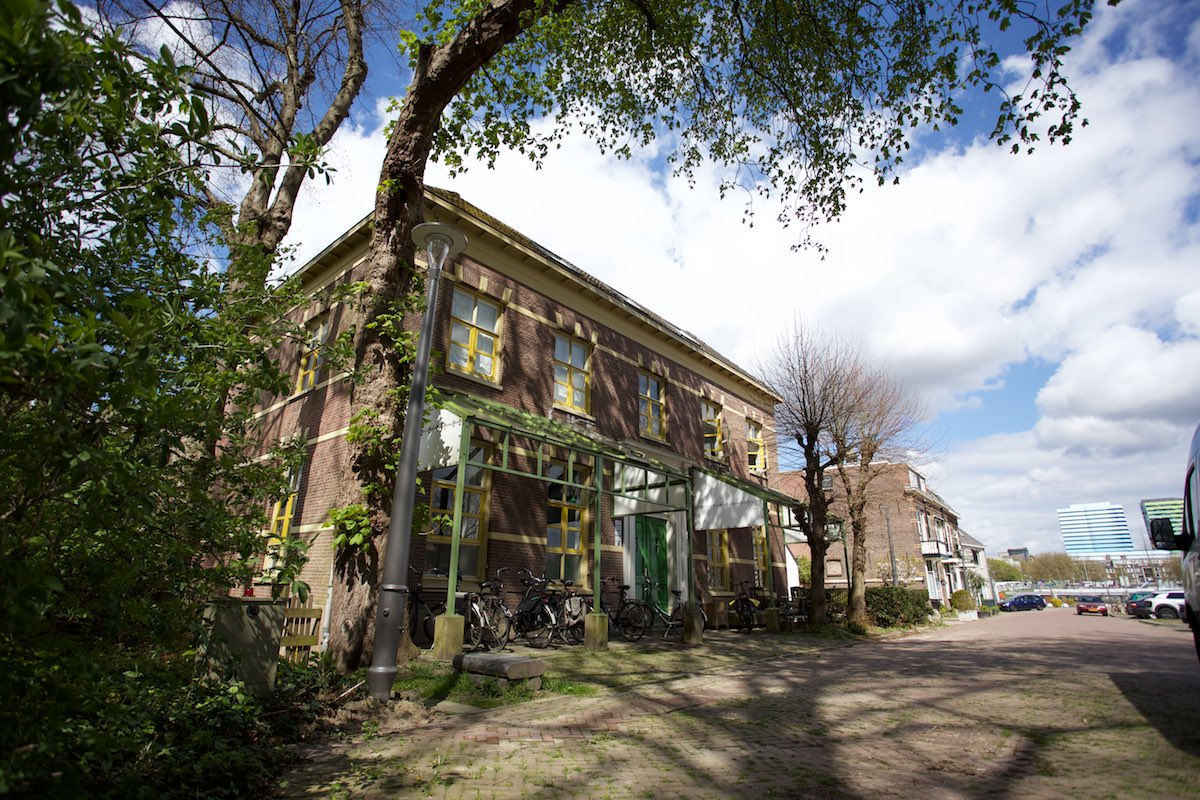
Huizen in De Praets met het centrum van Arnhem op de achtergrond
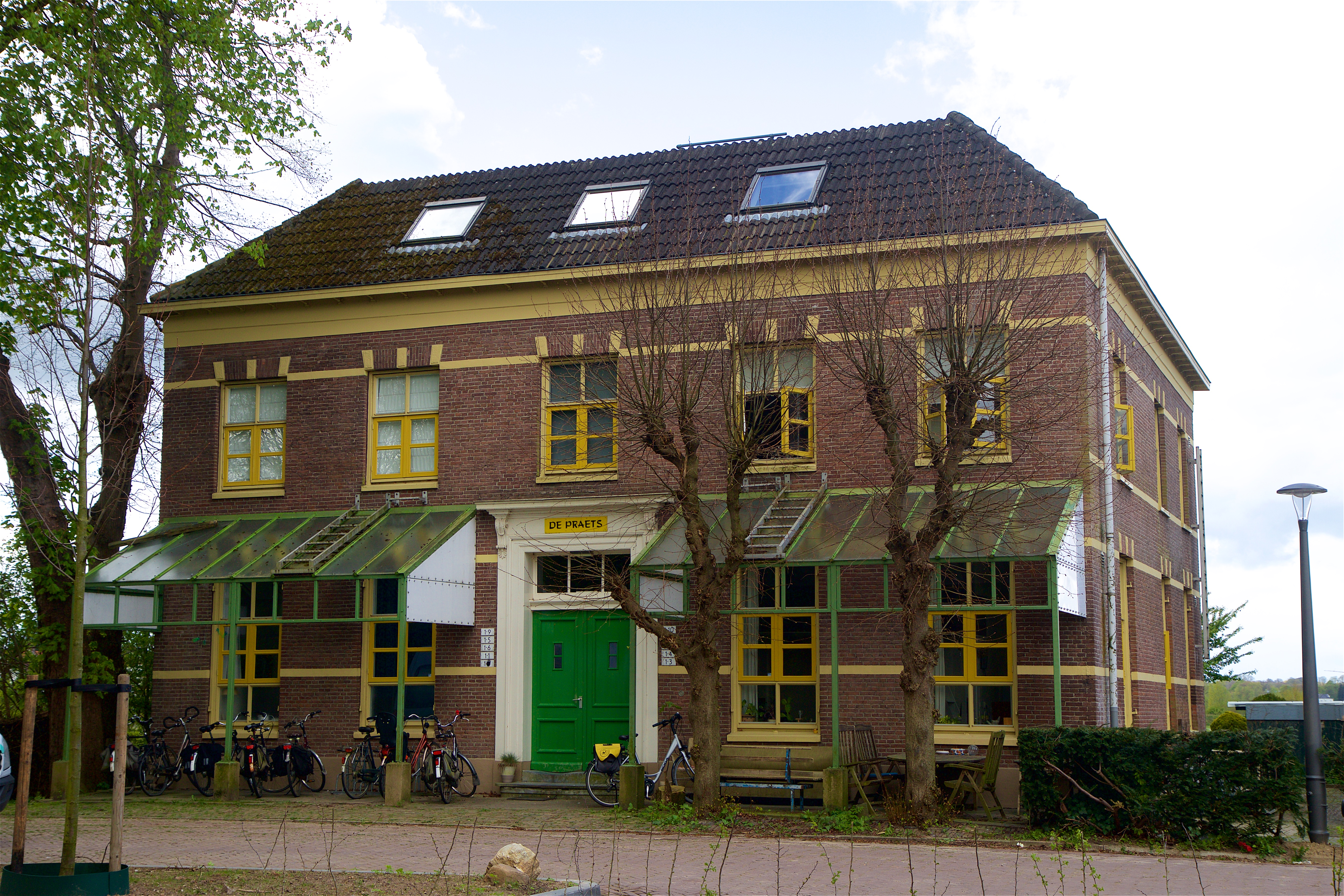
De Praets
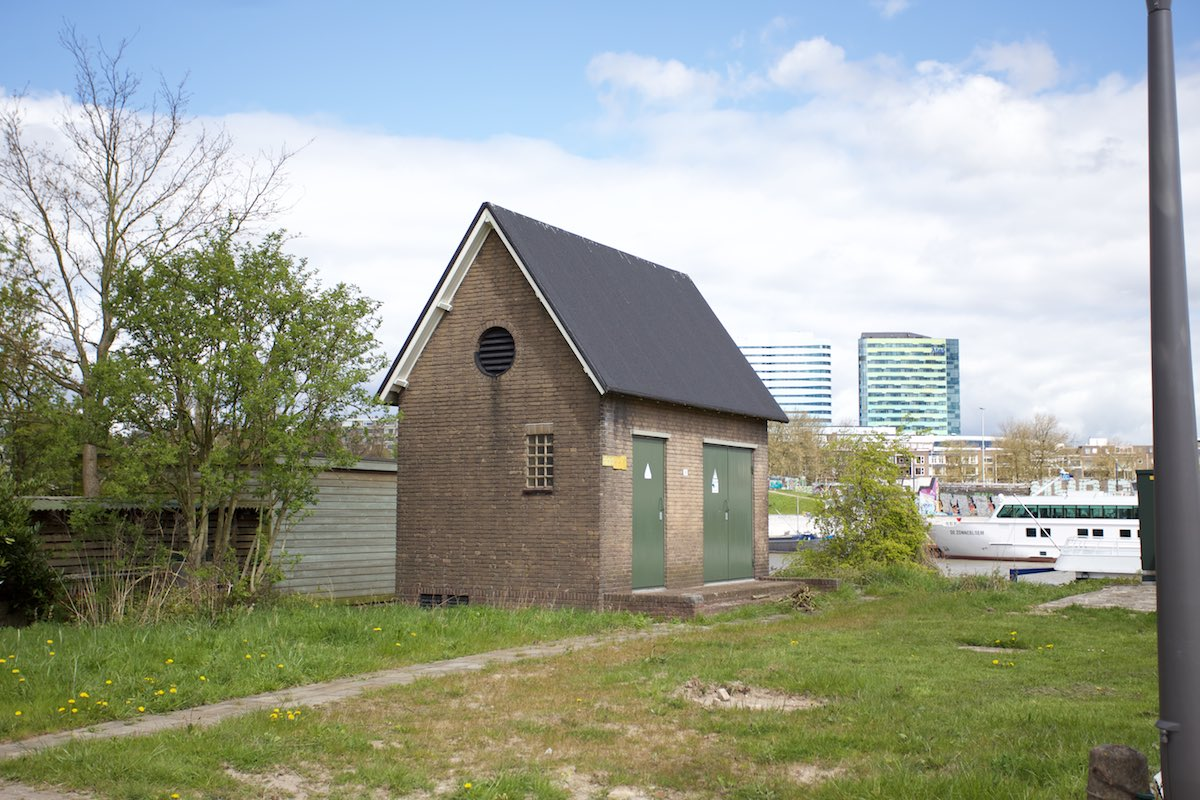
De Praets met zicht op het centrum van Arnhem
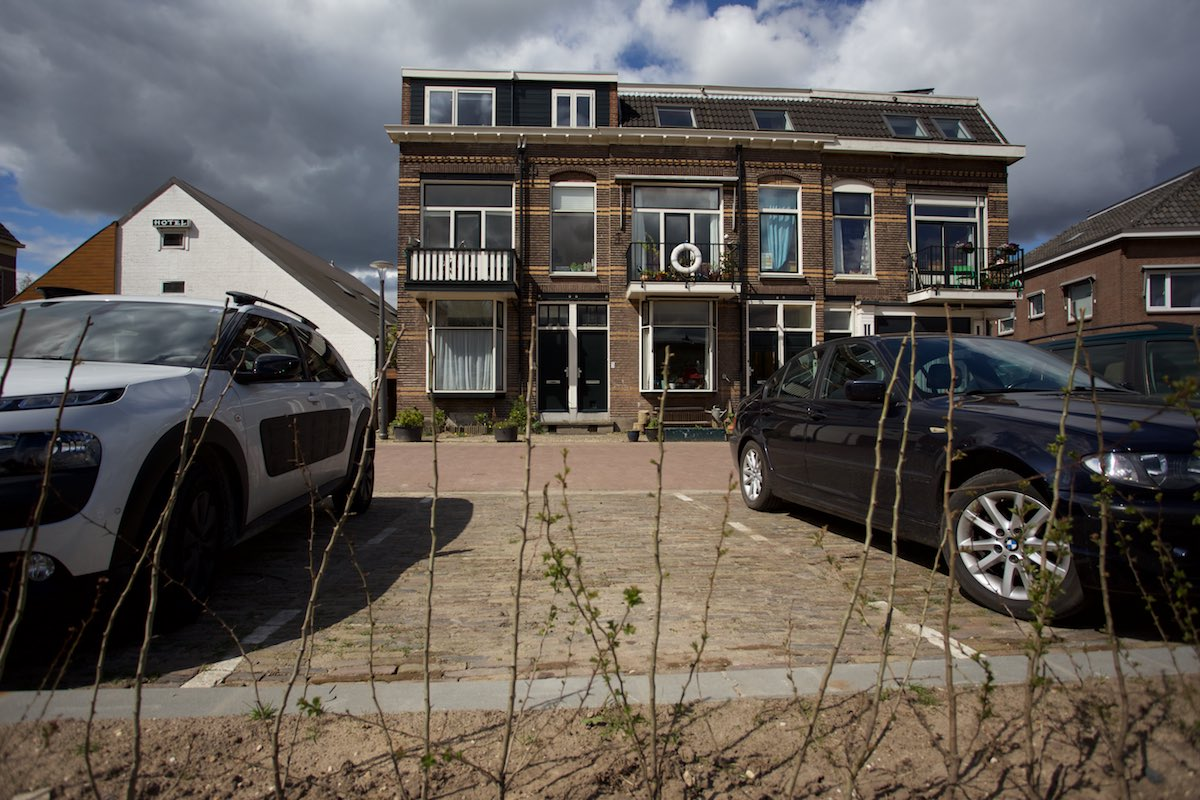
Huizen in De Praets
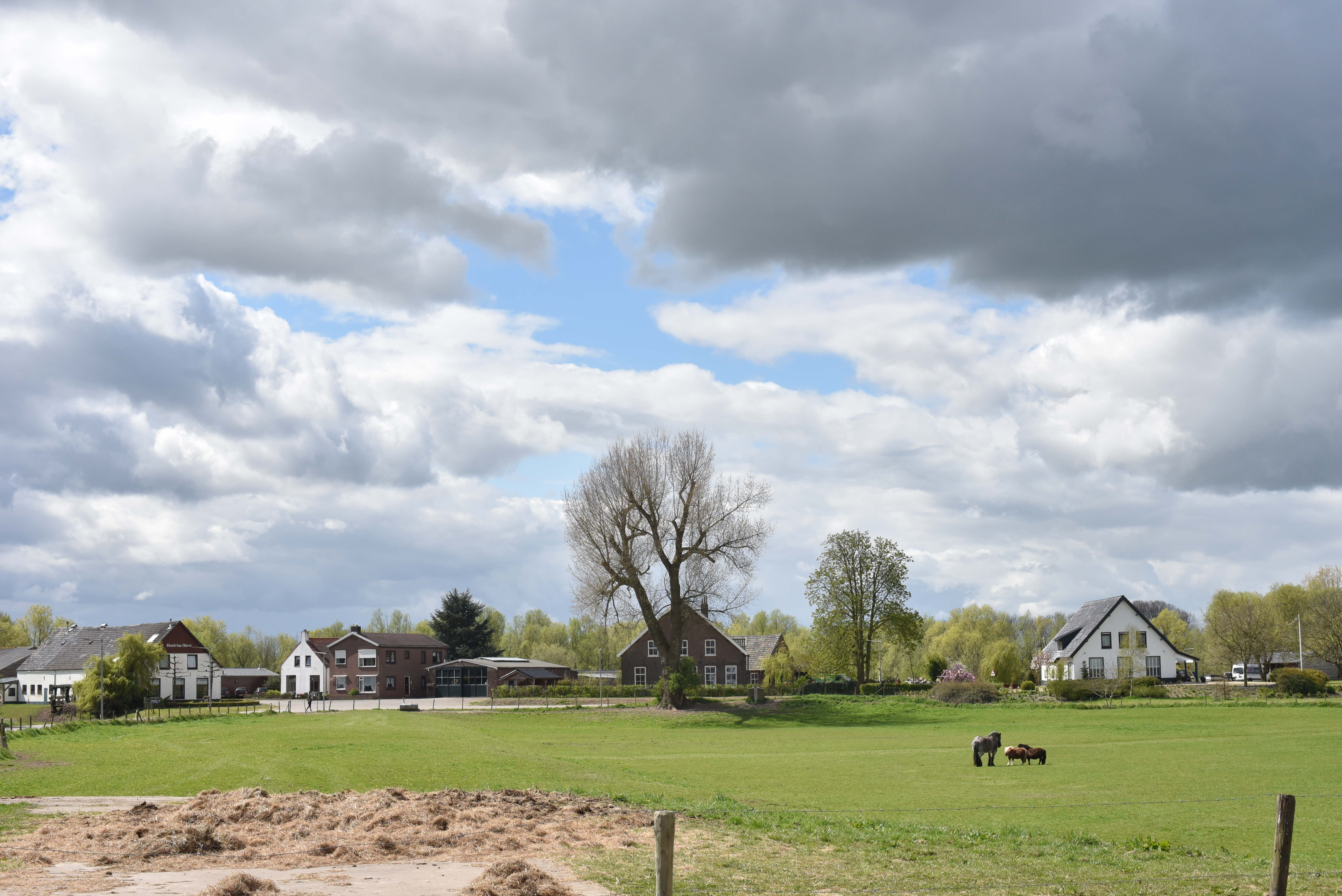
De Paasweide

Stad: Arnhem      Dorpen: Elden · Schaarsbergen

Buurtschappen: De Praets · 't Vlot · Terlet (deels)